# Kozarska Dubica
Kozarska Dubica (Ciríl·lic: Козарска Дубица) és una ciutat i el municipi localitzat al nord deBosnia i Hercegovina, sent administrativament part de la Republika Srpska i situat en la part oriental de la regió Bosanska Krajina. El municipi de Hrvatska Dubica el trobem al nord de Kozarska Dubica, a Croàcia. Kozarska Dubica es troba a 26 km de l'autopista Zagreb-Belgrad, coneguda durant la República Federal Socialista de Iugoslàvia com Autopista Fraternitat i Unitat. La ciutat i els seus suburbis tenen la frontera amb la República de Croàcia al nord, la ciutat de Gradiška a l'est, la ciutat de Kostajnica a l'oest, i la ciutat de Prijedor al sud. L'àrea de Kozarska Dubica és de 499 quilòmetres quadrats i la població és de 23.074 segons resultats preliminars del cens de 2013.

## Nom
El nom de la ciutat era originalment Bosanska Dubica (Босанска Дубица) però després de la Guerra de Bòsnia va ser rebatejada com a Kozarska Dubica (Козарска Дубица) per les autoritats de la Republika Srpska com a part d'una política d'eliminació de prefixos Bosnians.

## Història

### Història primerenca
Bosanska Dubica va ser un fort important durant l'Imperi Otomà pel seu posicionament geogràfic. L'última guerra entre els imperis Austríac i Otomà es va lliurar en aquesta zona (1788–1791), on la ciutat va ser completament arrasada.
De 1929 a 1941, Bosanska Dubica va formar part de la regió Vrbas Banovina del Regne de Iugoslàvia.
Segons l'historiador Dragoje Lukic, unes 14,287 persones (53% de la població), predominantment serbis, van ser assassinats pel règim Ústaixa i Nazis durant la Segona Guerra Mundial, més que a qualsevol altre lloc del territori de Iugoslàvia.

### Guerra de Bòsnia
Durant la Guerra de Bòsnia (1992–1995) uns 6,000 Bosníacs van ser expulsats de les seves cases, mentre molts serbis de Croàcia van buscar assentament en Bosanska Dubica. El pont entre Bosanska Dubica i Hrvatska Dubica va ser destruït des del costat bosnià. Durant la guerra la ciutat va romandre sota setge del Consell de Defensa Croat en l'operació fallida anomenada Operacija Una 95. El 18 de setembre de 1995, l'exèrcit croat va fer un descens a través del Riu Una prenent control d'algunes parts de Bosanska Dubica. L'endemà, el 19 de setembre, unitats de l'Exèrcit de la Republika Srpska van forçar l'exèrcit croat enrere sobre el riu. Després de la Guerra de Bòsnia la ciutat va ser rebatejada com a Kozarska Dubica (Козарска Дубица) per les autoritats de la Republika Srpska.
El Monestir de Moštanica de la religió Ortodoxa Sèrbia apareix a l'escut de la ciutat de Kozarska Dubica.

## Població

### 1910
Segons el cens de 1910, la majoria absoluta en Bosanska Dubica era de cristians ortodoxos (82,94%).

### 1971
Població total de 30,384 persones:
- Serbis - 23,989 (78.95%)
- Bosníacs - 5,114 (16.83%)
- Croats - 717 (2.35%)
- Iugoslaus - 403 (1.32%)
- Altres - 161 (0.55%)

### 1991
Segons el cens de 1991, a la població de Bosanska Dubica viven  31,577 persones:
- 21,811 Serbis
- 6,470 Bosníacs
- 1,820 Iugoslaus
- 488 Croats
- 988 altres

### 2013
Segons els resultats preliminars del cens de 2013, Kozarska Dubica té una població total de 23,074.

## Assentaments
Aginci
• Babinac
• Bačvani
• Bijakovac
• Bjelajci
• Božići
• Brekinja
• Čelebinci
• Čitluk
• Čuklinac
• Demirovac
• Dizdarlije
• Donja Jutrogošta
• Donja Slabinja
• Donji Jelovac
• Draksenić
• Dubica
• Furde
• Gornja Gradina
• Gornjoselci
• Gradina Donja
• Gunjevci
• va Teniržibajir
• Hajderovci
• Jasenje
• Johova
• Jošik
• Kadin Jelovac
• Klekovci
• Knežica
• Komlenac
• Košućun
• Koturovi
• Kriva Rijeka
• Maglajci
• Malo Dvorište
• Emđeđun
• Emđuvođe
• Mirkovac
• Mlječanica
• Mrazovci
• Murati
• Novoselci
• Odžinci
• Parnice
• Pobrđani
• Pucari
• Rakovica
• Sjeverovci
• Sključani
• Sreflije
• Strigova
• Suvaja
• Ševarlije
• Tuključani
• Ušivac
• Veliko Dvorište
• Verija
• Vlaškovci
• Vojskova i Vrioci.

## Economia
El municipi de Kozarska Dubica té més de 316.09 quilòmetres quadrats de terra cultivable, fent que l'agricultura sigui un factor de desenvolupament important. La producció agrícola està enfocada en el cultiu de la terra, la indústria de la cria de bestiar i, darrerament, hi trobem l'inici del desenvolupament de la producció de fruita i vi.

## Esports
Dubica té una gran tradició en esports que data de principis del segle xx. En els anys 1930 a Bosanska Dubica s'estableix l'equip de futbol SK Una. El 1962 el club d'handbol Borac va ser establert. L'11 de febrer de 1973, el club de bàsquet BK Una va ser creat. El 1982 el Club de Karate Knešepolje va ser fundat.Avui en dia també hi trobem clubs d'escacs a la ciutat.